# Mouthoumet
Mouthoumet är en kommun i departementet Aude i regionen Occitanien  i södra Frankrike. Kommunen ligger  i kantonen Mouthoumet som ligger i arrondissementet Carcassonne. År 2022 hade Mouthoumet 115 invånare.

## Befolkningsutveckling
Antalet invånare i kommunen Mouthoumet
Referens: INSEE

## Galleri

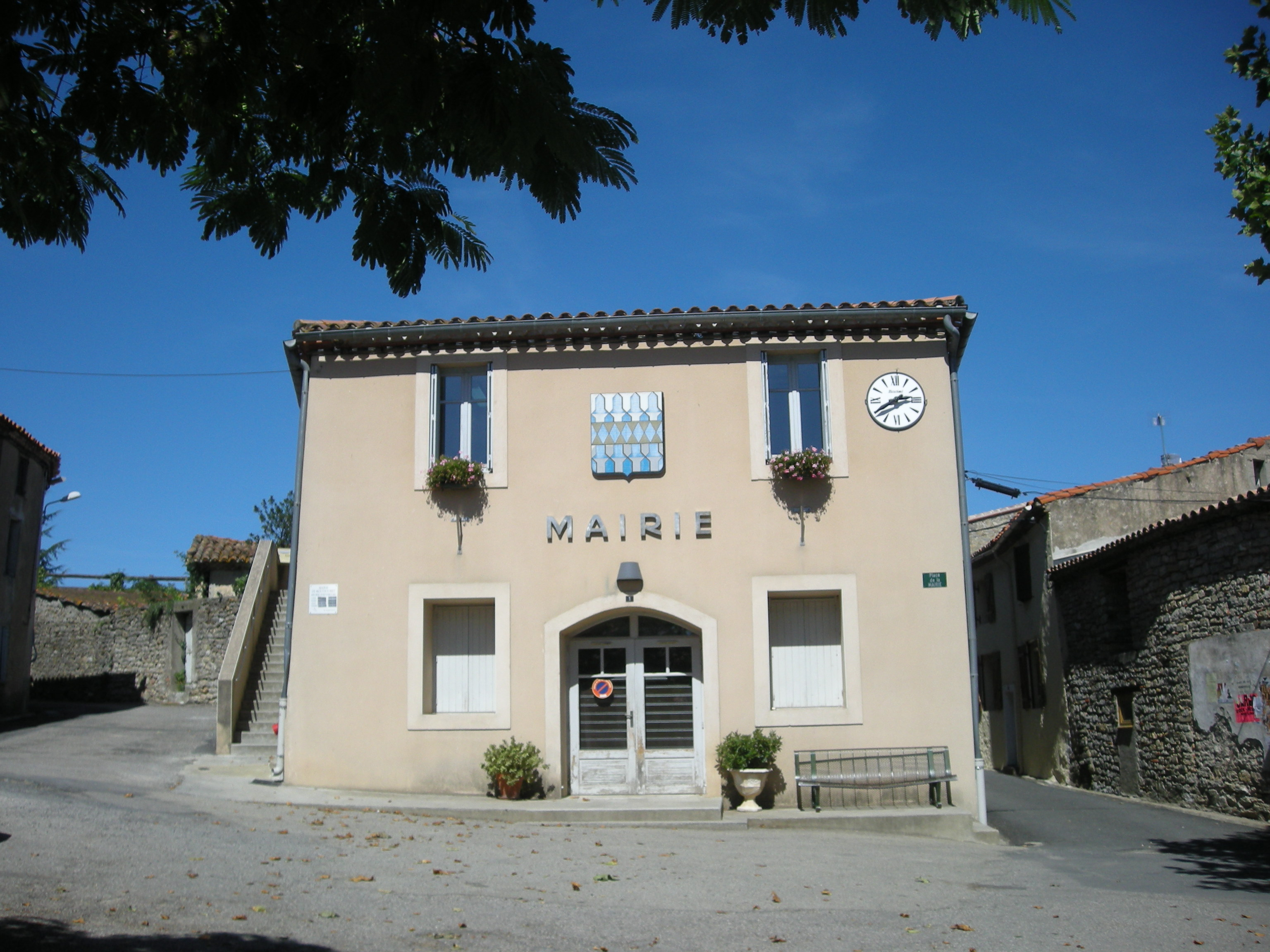
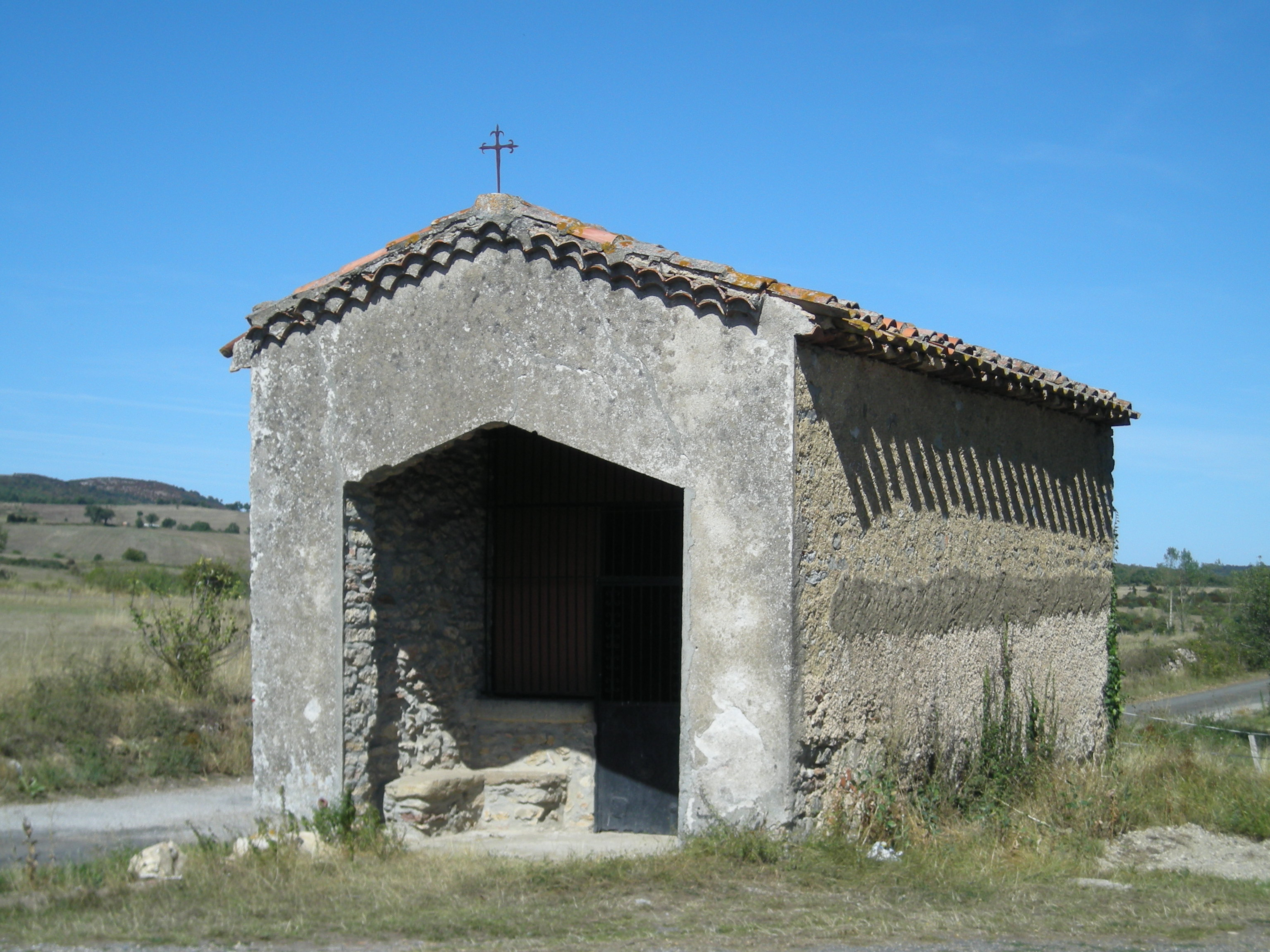
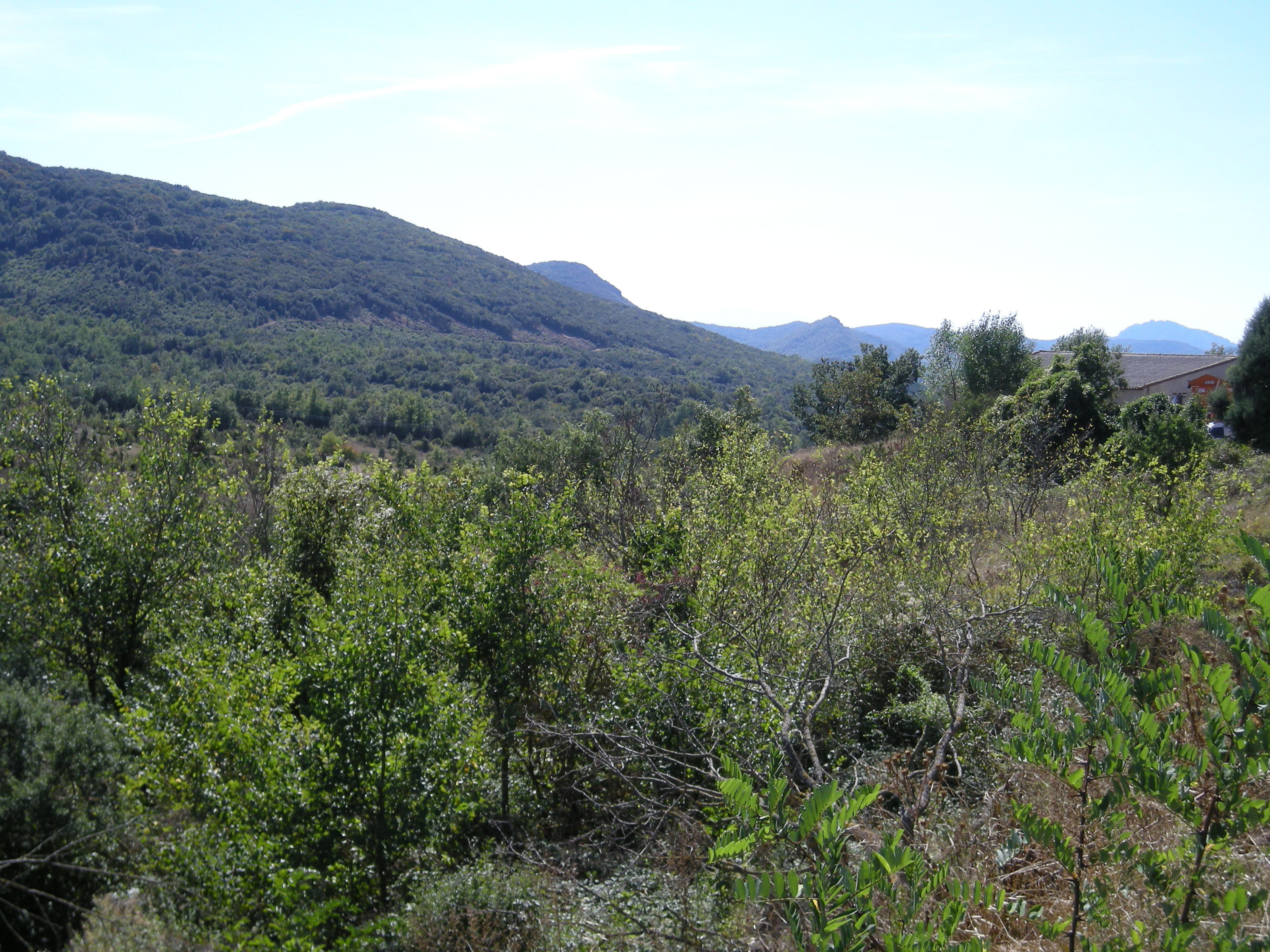